# Trimma kudoi
Trimma kudoi es una especie de peces de la familia de los Gobiiiidae en el orden de los Perciformes.

## Morfo
- Los machos pueden llegar a alcanzar los 2,5 cm de longitud total.
- Número de  vértebras: 26.[1]

## Hábitat
Es un pez de Mar y de clima templado que vive entre 27-45 m de profundidad.

## Distribución geográfica
Se encuentra en el Japón.

## Observaciones
Es inofensivo para los humanos.